# (93048) 2000 SB7
2000 أس بي 7 (ويعرف أيضًا باسم (93048) 2000 أس بي 7 وفق تسمية الكوكب الصغير) (بالإنجليزية: 2000 SB7)‏ هو كويكب ضمن حزام الكويكبات؛ وترتيبه 93048 من حيث الاكتشاف.
اكتُشف هذا الجُرم الفلكي بواسطة روبرت إتش ماكنوت في 22 سبتمبر 2000.

## وصلات خارجية
- (93048) 2000 SB7 في قاعدة بيانات مختبر الدفع النفاث لأجرام النظام الشمسي الصغيرة

- الاكتشاف · مخطط المدار ·  العناصر المدارية · المعلمات المادية

- (93048) 2000 SB7 على موقع ويكي سكاي: DSS2, SDSS, GALEX, IRAS, Hydrogen α, X-Ray, Astrophoto, Sky Map, Articles and images